# Dieter Claußnitzer
Dieter Claußnitzer (* 8. Juli 1945 in Radebeul; † 2023) war ein deutscher Maler und Grafiker.

## Leben und Werk
Claußnitzer absolvierte eine Lehre als Schrift- und Plakatmaler und arbeitete in seinem Beruf. Von 1965 bis 1967 besuchte er die Abendschule der Hochschule für Bildende Künste Dresden (HfBK). Nach dem Wehrdienst in der NVA studierte er von 1970 bis 1972 Malerei und Grafik an der HfBK. Danach war er in Dresden und ab 1975 in Alt-Zauche freischaffend tätig. Ab 1974 hatte er als einer der ersten Absolventen einen Fördervertrag mit der Wismut AG.
Claußnitzer stellte in seinen Bildern besonders die Lausitzer Landschaft und die Einflüsse des dortigen Braunkohle-Abbaus dar. Er war bis 1990 Mitglied des Verbands Bildender Künstler der DDR. 1995 bildete er mit Lothar Schneider, Gerhard Knabe und Franz-Peter Biniarz die regionale Künstlergruppe Kopfweide. Nach der deutschen Wiedervereinigung konnte er vom Verkauf seiner Werke nicht mehr leben. Deshalb machte er seitdem hauptsächlich gebrauchsgrafische Auftragsarbeiten und gestaltete er Ausstellungen.

## Museen und öffentliche Sammlungen mit Werken Claußnitzers
- Beeskow: Kunstarchiv Beeskow[3]
- Chemnitz: Kunstsammlung der Wismut GmbH[4]
- Cottbus: Brandenburgisches Landesmuseum für moderne Kunst
- Dresden: Sächsischer Kunstfonds[5]
- Senftenberg: Kunstsammlung Lausitz (Stand 2025: vier Gemälde und zwölf Druckgrafiken)
- Târgoviște: Kunstmuseum (Muzeul de Artă din Târgoviște)

## Werke (Auswahl)
- Jugendbergbaubetrieb Königstein (Holzschnitt, 34 × 45,4 cm)[6][7]
- Tauwetter (1981, Mischtechnik, 61 × 73 cm; Kunstsammlung Lausitz, Senftenberg)
- Porträt eines alten Mannes (1982, Öl, 109 × 90 cm)
- Nächtliches Dorf (1983, Mischtechnik, 62 × 73 cm)[8]
- Nächtliches Gewitter über dem Gehöft (1986, Mischtechnik, 80 × 110 cm; Kunstsammlung Lausitz)
- Tagebau Drehna (1987, Mischtechnik, Triptychon; Auftrag des Rats des Bezirks Cottbus; im heutigen Rosa-Luxemburg-Gymnasium Luckau)

## Ausstellungen (unvollständig)

### Einzelausstellungen
- 1977 und 1983: Luckau, Kreismuseum
- 1979: Cottbus, Galerie Carl Blechen
- 1980: Dahme, Heimatmuseum
- 1981: Seelow, Kreis-Galerie
- 1991: Senftenberg: Kreismuseum Senftenberg, Galerie am Schloss („Umbrüche“; Malerei und Grafik, mit Eckhard Böttger und Gerhart Lampa)
- 1996: Lübben, Schloss (Künstlergruppe Kopfweide)
- postum 2025: Senftenberg, Museum des Landkreises Oberspreewald-Lausitz (mit Dietrich Lusici und Georgios Wlachopulos)[9]

### Teilnahme an zentralen und wichtigen regionalen Ausstellungen in der DDR
- 1974: Dresden, Bezirkskunstausstellung
- 1979 und 1984: Cottbus, Bezirkskunstausstellungen
- 1982: Cottbus, Kunstsammlung Cottbus („Aspekte Cottbuser Kunst“)
- 1986: Cottbus, Staatliche Kunstsammlungen („Bekenntnis und Tat“)
- 1986 und 1989: Berlin und weitere Städte („100 ausgewählte Grafiken“)
- 1987/1988: Dresden, X. Kunstausstellung der DDR